# タクト (商業施設)
ショッピングプラザ タクト（Shopping Plaza TACT）は、徳島県徳島市南島田町にある総合ショッピングセンター。通称・略称はタクト(TACT)。

## 概要
1994年（平成6年）11月30日に徳島県道30号徳島鴨島線（田宮街道）沿いにオープン。キョーエイや2006年に県内初出店となったエディオン（出店当時はデオデオ）等の店舗が出店している。

## 施設
2024年12月現在。
A館1F
- メガネ池田、わくわくらんど、平惣、幸町卓球倶楽部

A館2F
- ダイソー、キョーエイ、シューラルー、門田薬局、キョーエイサービスカウンター、ISHIHARA、リトルマーメイド、徳バス観光サービス、いちごくらぶ、ゆうちょ銀行ATM、ブラジルコーヒー、すきとく市、徳島信用金庫ATM、阿波銀行ATM、ラスカル、花由

B館
- ニコニコミシン、麺王、docomo、いえプロ、おたからや、softbank、黒崎楽器、セルフうどんやま、橋川歯科、宝くじ売場、徳島大正銀行ATM、四国銀行ATM、阿波銀行ATM、ヴォーグ美容室

C館
- エディオン

E館
- 花由
- カーブス

## 交通
- JR鮎喰駅下車で徒歩約10分。
- JR徳島駅前より3番乗り場からフジグラン石井行き（日開経由）「南島田3丁目」下車で徒歩約1分。